# Psychotria mariana
Psychotria mariana är en måreväxtart som beskrevs av Friedrich Gottlieb Bartling och Dc.. Psychotria mariana ingår i släktet Psychotria och familjen måreväxter. Inga underarter finns listade i Catalogue of Life.